# Taxila gythion
Taxila gythion är en fjärilsart som beskrevs av Hans Fruhstorfer 1914. Taxila gythion ingår i släktet Taxila och familjen Riodinidae. Inga underarter finns listade i Catalogue of Life.